# 구글 코드 검색

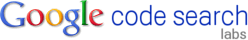
로고

구글 코드 검색(Google Code Search)은 2006년 10월 5일 구글 랩스에서 데뷔한 구글의 무료 베타 제품으로 웹 사용자가 인터넷에서 오픈 소스 코드를 검색할 수 있도록 한다. 기능에는 lang:, package:, license: 및 file: 연산자를 사용하여 검색하는 기능이 포함되었다.
검색에 사용할 수 있는 코드에는 tar.gz, .tar.bz2, .tar 및 .zip, CVS, 서브버전(SVN), 깃 및 머큐리얼 저장소를 비롯한 다양한 형식이 있었다.
구글 코드 검색은 많은 오픈 소스 프로젝트를 다루었기 때문에 이후에 출시된 "구글 오픈 소스 프로젝트용 코드 검색"과는 다르다.

## 같이 보기
- 오픈 허브